# 宽柄棘豆
宽柄棘豆（学名：Oxytropis platonychia）为豆科棘豆属下的一个种。